# Šiauliai
Šiauliai (IPA: /ɕɛʊ̯ˈlʲɛɪ̯ˑ/  ɕɛʊ̯ˈlʲɛɪ̯ˑ, česky zastarale Šavli) je čtvrté největší město Litvy, ve kterém žije přibližně 130 000 obyvatel. Město je spíše administrativním, kulturním a obchodním centrem oblasti, žádné z průmyslových odvětví v něm není výrazněji zastoupeno. Sídlí zde biskup diecéze Šiauliai.
Šiauliai se nachází ve východní části Žemaitské vysočiny. 

## Historie
Město bylo založeno ve 13. století v místě bitvy u Saulė, v níž v roce 1236 porazila litevská vojska livonské rytíře. V roce 1254 je sídlo zapsáno latinsky jako Terra Saulis'. V roce 1589 obdržela dosavadní tržní ves městská práva. V 16. až 18. století bylo město centrem okolní zemědělské oblasti. Za svoji existenci bylo několikrát výrazně poničeno. V letech 1661, 1692, 1701 je poničili Švédové, v první polovině 19. století francouzská armáda, v druhé polovině 19. století město vyhořelo, za první světové války bylo se zemí srovnáno 65 % městských budov, za druhé světové války dokonce 80 % budov. Středověká část města se vůbec nedochovala. Nejstarší stavební památkou je Katedrála svatého Petra a Pavla z počátku 17. století.
Ve městě sídlí několik muzeí, většina je situována spolu s řadou restaurací, kaváren a obchodů na nejznámější ulici města, Vilniuské ulici (Vilniaus gatvė). V roce 1975 byla v části této ulice otevřena první pěší zóna v Sovětském svazu. V roce 1986 bylo ve městě vybudováno náměstí Slunečních hodin. Město má dvě funerální památky: Vrch povstalců, kde jsou pohřbeni povstalci z roku 1863 a němečtí vojáci padlí v obou světových válkách, a severně od města Horu křížů.

## Obyvatelstvo
- V roce 1897 ve městě žilo 16 128 obyvatel:
- Židé – 43,27% (6978);
- Litevci – 27,75% (4475);
- Poláci – 15,43% (2489);
- Rusové – 9,56% (1542);
- Němci – 2,36% (381);
- Pobaltští Rusové – 0,58% (94);
- Tataři – 0,43% (69);
- Lotyši – 0,24% (39);
- Ukrajinci – 0,14% (22);
- ostatní – 0,24% (39).

- V roce 2011 to byloː 109 328 obyvatel:[3]
- Litevci – 93,64% (102373);
- Rusové – 4,13% (4512);
- Ukrajinci – 0,5% (547);
- Pobaltští Rusové – 0,3% (344);
- Poláci – 0,15% (160);
- Lotyši – 0,1% (107);
- Židé – 0,09% (100);
- Němci – 0,08% (85);
- Romové – 0,07% (75);
- ostatní – 0,94% (1025).

## Doprava
- Město je napojeno na dálnice A 11, A 12, A 17, prochází jím trasy evropských silnic E 272 a E 77.
- Z autobusového nádraží je zajištěno spojení s okolními i vzdálenými obcemi a také na Horu křížů.
- Z železniční trati spojující Vilnius s Klaipedou ve městě odbočuje mezistátní trať do Rigy, na které však již byla zastavena osobní doprava.

Ve městě sídlí letecká základna, využívaná leteckými silami Severoatlantické aliance ke střežení vzdušného prostoru pobaltských států, které nemají vlastní nadzvukové stíhací jednotky.

## Městské čtvrti
Město Šiauliai má (k roku 2024) 32 městských čtvrtí (za názvem uvedena vzdálenost od historického centra (Senamiestis) v km):
- Aleksandrija 5
- Andriejavas 7
- Bačiūnai 5
- Besarabija 1
- Senamiestis 0
- Dainai 4
- Didždvaris 1
- Gegužiai 6
- Ginkūnai 4
- Gytariai 5
- Gubernija 3
- Kalniukas 1
- Kaukazas 1
- Kompelis 1,5
- Lepšiai 3
- Lieporiai 5
- Margiai 5
- Medelynas 4
- Pabaliai 2
- Pakartuvės 2
- Piktmiškis 3
- Rėkyva 6
- Salduvė 3
- Šimšė 2
- Užkirkis 1
- Verduliai 3
- Verduliukai 4
- Vijoliai 4
- Vinkšnėnai 3
- Zokniai 3
- Žaliukės 1
- Žuvininkai 3

## Památky

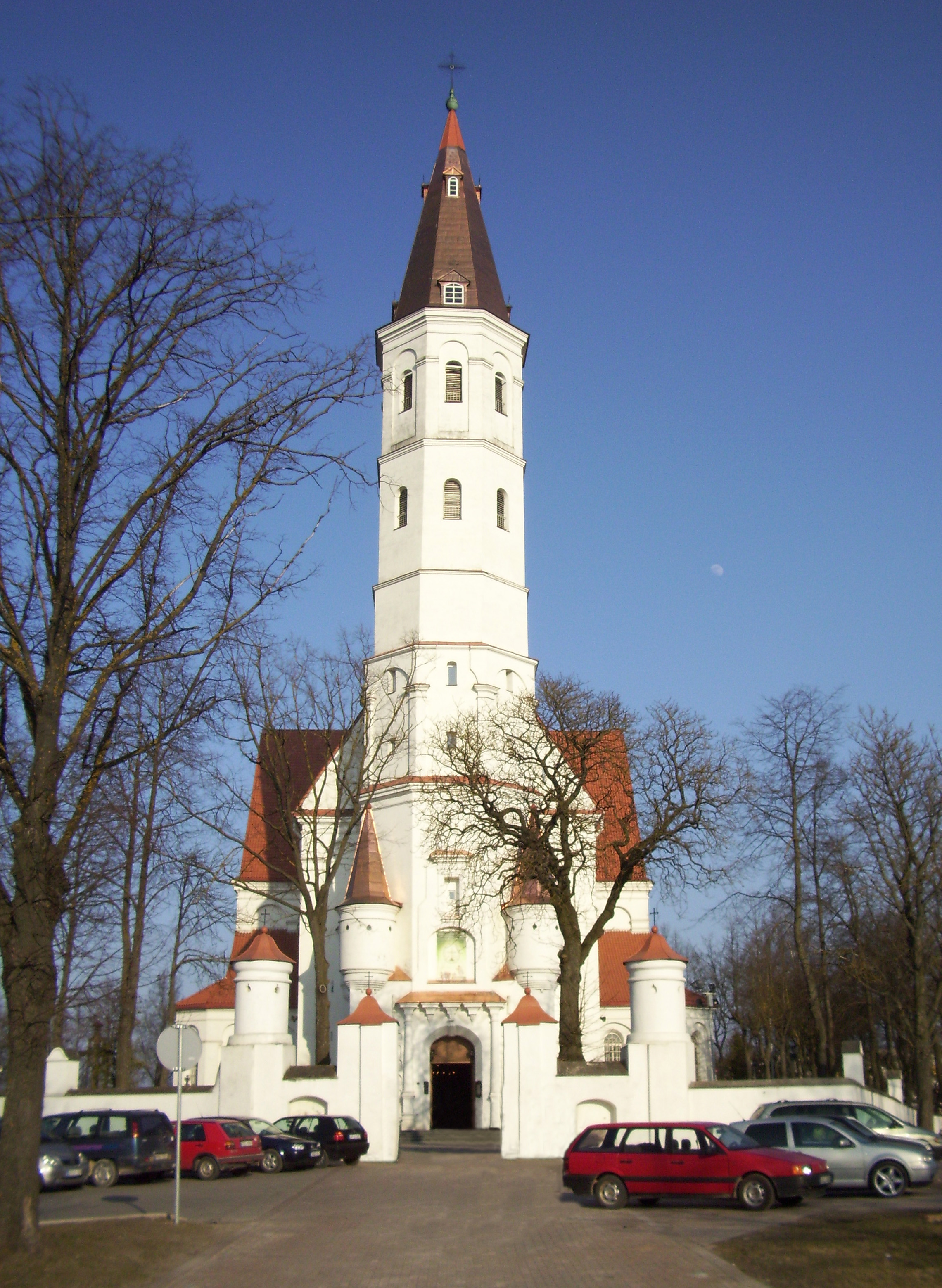
Katedrála svatých apoštolů Petra a Pavla

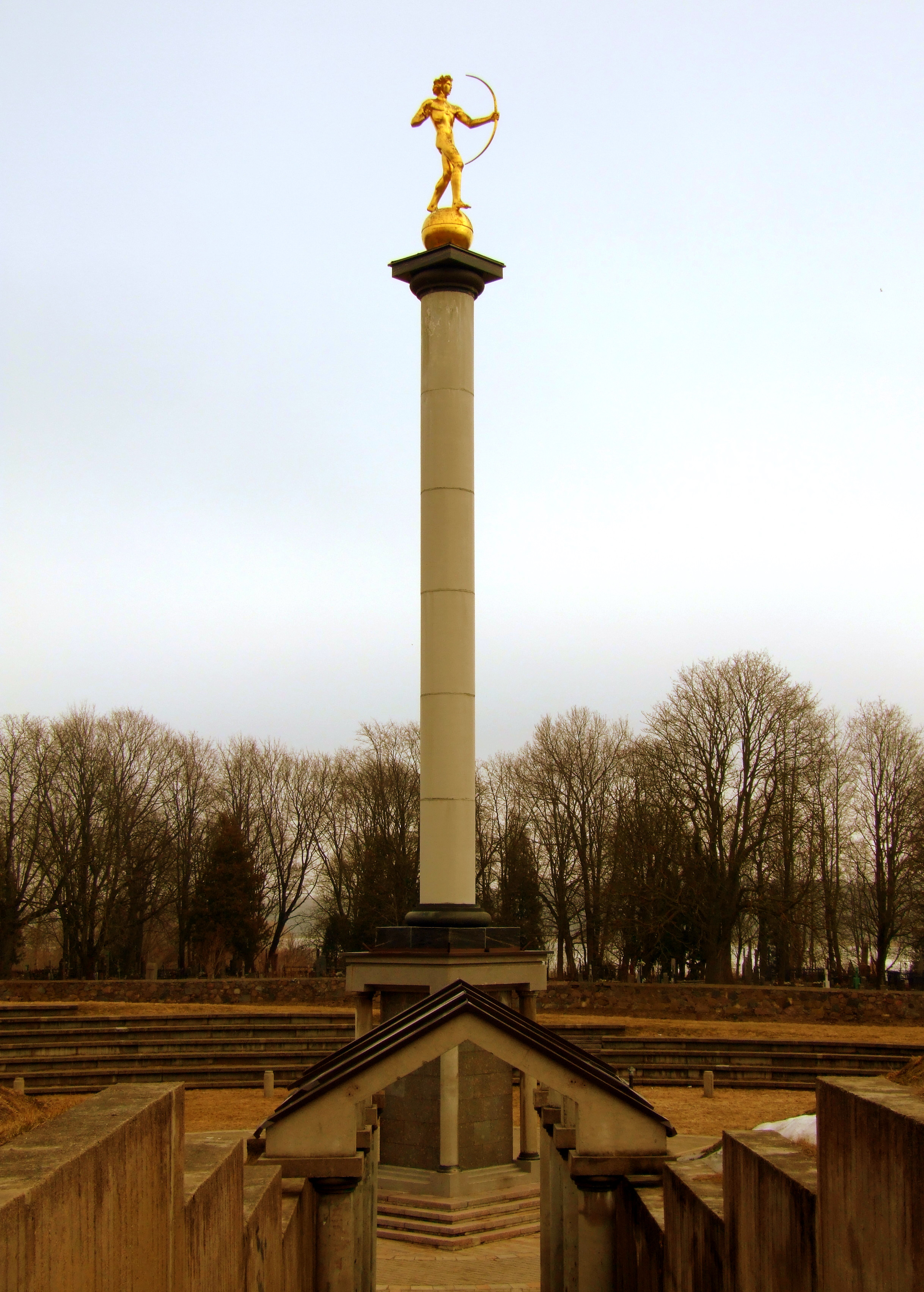
Střelec, socha na sloupu, jeden ze symbolů města

- Katedrála svatých apoštolů Petra a Pavla – z první poloviny 17. století, jednolodní chrám s postranními emporami, s osmibokou 70 metrovou věží a slunečními hodinami na jižní straně; vstupní brána s věncem válcových věží má charakter fortifikace; nejvýznamnější stavba renesančního manýrismu v Litvě,  dominanta starého města; na sídelní katedrálu nového biskupství v Šiauliai byla povýšena roku 1997 papežem Janem Pavlem II., nyní součást poutní cesty Jana Pavla II. [4]
- Chrám sv. Jiří - postaven roku 1909 jako pravoslavný, nyní katolický
- Synagoga bývalé továrny Chaimase Frenkelise – cihlová stavba z období historismu z let 1907–1910[5]
- Radnice
- Střelec – bronzová socha od S. Kuzmy, na sloupu 1986 metrů vysokém, jeden ze symbolů města
- Hora křížů či Křížová hora – asi deset kilometrů severně od města, vrch se stovkami křížů vztyčených obětem válek, katastrof a politických represí
- Větrný mlýn, asi 1,5 km od města

## Muzea
- Muzeum Aušros s šesti budovami (Muzeum fotografie, Muzeum rádia a televize, secesní vila rodiny Chaimase Frenkelise)
- Muzeum jízdních kol
- Muzeum literatury
- Železniční muzeum – v budově bývalého řelezničního nádraží
- Požárnické muzeum a Muzeum rozvodů vody

## Kultura a školství
- Ve městě sídlí dramatické divadlo, založené roku 1904, divadlo dětí a mládeže a komorní orchestr.
- Vysoká škola Šiaulių universitetas vznikla roku 1997 sloučením pedagogické školy a Polytechnického institutu, jejím předchůdcem byla Lidová universita Jonase Basanavičiuse (založená roku 1928). Dále ve městě působí několik odborných škol středních.

## Sport
Město má dva stadionyː sportovní centrum Dubysa a Arénu.
- FA Šiauliai fotbalový klub;
- FC Gintra fotbalový klub;
- KK Šiauliai basketbalový klub;

## Partnerská města
- Chmelnyckyj, Ukrajina
- Čenstochová, Polsko
- Omaha, Nebraska, USA
- Baranavičy, Bělorusko
- Fredericia, Dánsko
- Jelgava, Lotyšsko
- Kaliningrad, Rusko
- Kristianstad, Švédsko
- Pärnu, Estonsko
- Etten-Leur, Nizozemsko
- Teterow, Německo
- Plavno, Německo

## Významní rodáci
- Saulius Sondeckis (11. října 1928 – 3. února 2016), dirigent
- Zigmas Vaišvila (* 20. prosince 1956), politik, signatář Zákona o obnovení nezávislosti Litvy, fyzik, podnikatel
- Siegfried Akkermann (* 19. února 1935), německý spisovatel
- Regimantas Adomaitis (* 31. ledna 1937 – 20. června 2022), herec
- Kęstutis Čilinskas (8. ledna 1946 – 20. května 2011), advokát, předseda Institutu pro sledování lidských práv, vedl rozmluvy o odchodu sovětských vojsk z Litvy po 13. lednu 1991, kancléř vlády
- Viktorija Čmilytė (* 6. srpna 1983), šachistka, předsedkyně litevského sejmu
- Rolandas Pavilionis (3. července 1944 – 10. května 2006), filosof a politik
- Raimondas Šukys, (* 27. října 1966), právník, politik
- Meyer Schapiro (23. září 1904 – 3. března 1996), historik umění
- Virgilijus Noreika (22. září 1935 – 3. března 2018), litevský operní sólista
- Alma Adamkienė, (10. února 2027 – 21. prosince 2023), manželka presidenta Valda Adamkuse
- Vitalija Katunskytė, (1955 – 2023), litevská estrádní zpěvačka
- Irena Degutienė, (* 1. června 1949), litevská politička
- Virgis Stakėnas, (* 10. srpna 1953), litevský country zpěvák, skladatel a žurnalista
- Robertas Javtokas (* 20. března 1980), litevský košíkář